# Herb gminy Rakszawa
Herb gminy Rakszawa – symbol gminy Rakszawa, ustanowiony 26 marca 1992.

## Wygląd i symbolika
Herb przedstawia na tarczy w polu błękitnym w górnej części czarny napis „RAKSZAWA”, pod nim stylizowany wizerunek raka w kolorze umbry palonej, natomiast w dolnej części tarczy stylizowane szuwary, kądziel i czółno. Jest to nawiązanie do pieczęci, którą posługiwała się miejscowość w czasie zaborów i II Rzeczypospolitej.